# Championnat d'Europe de football espoirs 2006
Navigation
Euro espoirs 2004 Euro espoirs 2007
L'édition 2006 du championnat d'Europe des nations de football espoirs se déroule du 23 mai au 4 juin 2006 au Portugal.
Cette compétition a lieu pour la dernière fois une année paire. L'UEFA décide en effet de la décaler par rapport à la Coupe du monde et à l'Euro. Ainsi, le championnat d'Europe espoirs suivant est organisé seulement un an après aux Pays-Bas.

## Éliminatoires

### Groupes préliminaires
Ils sont calqués sur les groupes de qualification pour la coupe du monde sénior 2006 des équipes « A » et ont lieu entre le 4 septembre 2004 et le 12 octobre 2005. Les équipes sont réparties dans huit groupes. Les deux premiers de chaque groupe sont qualifiés pour les huitièmes de finales.

### Huitièmes de finale
Ils ont lieu entre le 11 et le 16 novembre 2005, en matchs aller-retour. Les huit vainqueurs sont qualifiés pour la phase finale.
| Équipe 1             | Équipe 2  | Aller | Retour | Total |
| -------------------- | --------- | ----- | ------ | ----- |
| Angleterre           | France    | 1-1   | 1-2    | 2-3   |
| Hongrie              | Italie    | 1-1   | 0-1    | 1-2   |
| Tchéquie             | Allemagne | 0-2   | 0-1    | 0-3   |
| Russie               | Danemark  | 0-1   | 1-3    | 1-4   |
| Ukraine              | Belgique  | 2-3   | 3-1    | 5-4   |
| Serbie-et-Monténégro | Croatie   | 3-1   | 2-1    | 5-2   |
| Suisse               | Portugal  | 1-1   | 1-2    | 2-3   |
| Slovénie             | Pays-Bas  | 0-0   | 0-2    | 0-2   |

## Phase finale
Les 8 équipes sont réparties dans 2 groupes de la façon suivante :
| Groupe A France Allemagne Portugal Serbie-et-Monténégro | Groupe B Danemark Italie Pays-Bas Ukraine |  |

### Groupe A
Résultats des matchs
| Équipe 1             | Équipe 2             | Score |
| -------------------- | -------------------- | ----- |
| Portugal             | France               | 0-1   |
| Serbie-et-Monténégro | Allemagne            | 0-1   |
|                      |                      |       |
| Portugal             | Serbie-et-Monténégro | 0-2   |
| France               | Allemagne            | 3-0   |
|                      |                      |       |
| France               | Serbie-et-Monténégro | 2-0   |
| Allemagne            | Portugal             | 0-1   |

Classement
| Rang | Équipe               | Points | J | G | N | P | BP | BC | Diff |
| ---- | -------------------- | ------ | - | - | - | - | -- | -- | ---- |
| 1    | France               | 9      | 3 | 3 | 0 | 0 | 6  | 0  | 6    |
| 2    | Serbie-et-Monténégro | 3      | 3 | 1 | 0 | 2 | 2  | 3  | -1   |
| 3    | Portugal             | 3      | 3 | 1 | 0 | 2 | 1  | 3  | -2   |
| 4    | Allemagne            | 3      | 3 | 1 | 0 | 2 | 1  | 4  | -3   |

|  |
|  |
|  |
|  |
|  |
|  |

### Groupe B
Résultats des matchs
| Équipe 1 | Équipe 2 | Score |
| -------- | -------- | ----- |
| Italie   | Danemark | 3-3   |
| Ukraine  | Pays-Bas | 2-1   |
|          |          |       |
| Italie   | Ukraine  | 1-0   |
| Danemark | Pays-Bas | 1-1   |
|          |          |       |
| Danemark | Ukraine  | 1-2   |
| Pays-Bas | Italie   | 1-0   |

Classement
| Rang | Équipe   | Points | J | G | N | P | BP | BC | Diff |
| ---- | -------- | ------ | - | - | - | - | -- | -- | ---- |
| 1    | Ukraine  | 6      | 3 | 2 | 0 | 1 | 4  | 3  | 1    |
| 2    | Pays-Bas | 4      | 3 | 1 | 1 | 1 | 3  | 3  | 0    |
| 3    | Italie   | 4      | 3 | 1 | 1 | 1 | 4  | 4  | 0    |
| 4    | Danemark | 2      | 3 | 0 | 2 | 1 | 5  | 6  | -1   |

|  |
|  |
|  |
|  |
|  |
|  |

### Demi-finales
| Équipe 1 | Équipe 2             | Score     | T.a.b |
| -------- | -------------------- | --------- | ----- |
| France   | Pays-Bas             | 2-3       |       |
| Ukraine  | Serbie-et-Monténégro | 0-0 a. p. | (5-4) |

### Finale
| Équipe 1 | Équipe 2 | Score |
| -------- | -------- | ----- |
| Pays-Bas | Ukraine  | 3-0   |

## Buteurs
4 buts
 Pays-Bas : Klaas-Jan Huntelaar

3 buts
 Pays-Bas : Nicky Hofs

 Danemark : Thomas Kahlenberg 

2 buts
 Ukraine : Artem Milevskyi, Ruslan Fomin (en) 

 France : Bryan Bergougnoux
1 but
 Allemagne : Eugen Polanski 

 France : Jimmy Briand, Florent Sinama-Pongolle, Yoan Gouffran, Rio Antonio Mavuba, Jérémy Toulalan, Julien Faubert 

 Pays-Bas : Gijs Luirink, Daniël de Ridder 

 Italie : Alessandro Potenza, Raffaele Palladino, Rolando Bianchi, Giorgio Chiellini 

 Danemark : Rasmus Würtz, Leon Andreasen 

 Serbie-et-Monténégro : Branislav Ivanović 

 Portugal : João Moutinho

## Champions d'Europe Espoir 2006
Pays-Bas
- Gardiens
  - Kenneth Vermeer
  - Michel Vorm
  - Remko Pasveer

- Défenseurs
  - Paul Verhaegh
  - Gijs Luirink
  - Ramon Zomer
  - Urby Emanuelson
  - Dwight Tiendalli
  - Ron Vlaar
  - Arnold Kruiswijk
  - Edson Braafheid

- Milieux
  - Stijn Schaars
  - Nicky Hofs
  - Ismaïl Aissati
  - Haris Medunjanin
  - Demy de Zeeuw

- Attaquants
  - Romeo Castelen
  - Klaas-Jan Huntelaar
  - Daniël de Ridder
  - Patrick Gerritsen
  - Collins John
  - Fred Benson

- Entraîneur
  - Foppe de Haan